# هواپیمایی سپهران
شرکت هواپیمایی سپهران یکی از شرکت‌های هواپیمایی ایران است که در سال ۱۳۹۰ تأسیس و از بهمن‌ماه ۱۳۹۵ به مرکزیت مشهد شروع به فعالیت کرد. مالک کنونی این شرکت علی درویشی است. 
امروزه سپهران با بهره‌گیری از هواپیمای بوئینگ ۷۳۷ دارنده بیشترین فروند از این نوع هواپیما در ایران است.

## تاریخچه
شرکت هواپیمایی سپهران ابتدا در سال ۱۳۹۰ به عنوان یک شرکت سهامی خاص به ثبت رسید و پس از آن در سال ۱۳۹۵ موفق به دریافت گواهینامهٔ صلاحیت پروازی برای فعالیت‌های مسافربری، باربری و محصولات پستی شد.
با توجه به قرارگیری دفتر مرکزی هواپیمایی سپهران در مشهد، برنامه‌ریزی اولیه این شرکت برای پوشش پروازهای داخلی و خارجی به مقصد مشهد است.

## ناوگان
این شرکت هواپیمایی در حال حاضر، دارای ۱۰ فروند هواپیمای فعال است که از این هواپیماها، ۵فروند هواپیمای بویینگ ۷۳۷-۳۰۰، ۵ فروند هواپیمای بوئینگ ۷۳۷–۵۰۰ و ۱ فروند از آن‌ها نیز هواپیمای دورنیه ۳۲۸–۳۰۰ است که ظرفیتی برابر با ۳۳ نفر را دارد، تشکیل می‌دهد.

## عملکرد
سپهران علاوه بر حمل و نقل مسافر، به منظور آموزش کارکنان خود کلاس‌های تایپ مهمانداری برگزار می‌کند و خلبان‌های سپهران نیز برای خلبانی هواپیماهای بوئینگ ۷۳۷ و دورنیه، آموزش دیده‌اند. گفته می‌شود بیش از ۱۰۰ نفر در تهران با این ایرلاین همکاری می‌کنند.

## نشان
رنگ سازمانی سپهران، در گذشته نارنجی بوده در سال ۹۸ به قرمز تغییر پیدا کرده‌است و لوگوی آن با الهام از ققنوس (پرندهٔ اساطیری)، طراحی شده و بر هواپیماهای آن نقش بسته‌است.